# フェリシアン・カブガ
フェリシアン・カブガ（Félicien Kabuga、1933年 - ）は、ルワンダの実業家。
ルワンダ虐殺時にフツ過激派側に資金供給を行い、虐殺に大きな影響を与えたとして、ルワンダ国際戦犯法廷により国際的な指名手配が行われたため1994年以降逃亡生活を送っていたが、2020年潜伏先のパリ郊外にて逮捕された。嫌疑に関しては現在も無罪を主張している。

## 生い立ち
1935年、ルワンダ共和国ビュンバ県ムカランゲ郡のムニガ (Muniga) に生まれた。億万長者であったカブガは、息子の婚姻関係を通じてジュベナール・ハビャリマナの党である開発国民革命運動（MRND）と親密な関係を築いていった。開発国民革命運動や共和国防衛同盟 (CDR) といったフツ至上主義の政党や党の民兵組織、インテラハムウェなどに資金提供を行い、ルワンダ虐殺に協力を行った。

## ルワンダ虐殺以降
1994年7月、ルワンダがルワンダ愛国戦線（RPF）により制圧されたのを受けて国外へ逃亡。当初はスイスへ逃れたが、同国から退去を命じられた。その後は、コンゴ民主共和国のキンシャサを経てケニアのナイロビへ潜伏していると考えられていた。
1999年8月、ルワンダ国際戦犯法廷はカブガに対して国際逮捕令状を発行した。カブガには、ジェノサイド、ジェノサイド遂行の共謀、ジェノサイドの共謀などの11件の嫌疑がかけられていた。
2006年8月28日、ケニアを訪問中であったアメリカ合衆国のバラク・オバマ上院議員は、「カブガが安全な隠れ家を得ることを（ケニアは）許容している（allowing him [Kabuga] to purchase safe haven.）」と同国に対する非難の演説を行った。これを受けたケニア政府はオバマの主張を拒絶し、カブガに関する同氏の主張は「ケニア人に対する侮辱行為（an insult to the people of this country.）」であると述べた。
2008年6月、アフリカン・プレス・インターナショナル（African Press International:API）と名乗るノルウェー在住のブロガーが、「カブガはオスロに潜伏しており、自首を行う可能性がある」と自身のサイトで述べた。なお、警察当局は悪戯として同主張を否定した。
2008年6月14日、ケニアのKTNニュースネットワーク（KTN news network）は、6月13日にカブガがケニア警察により逮捕され、ナイロビのギギリ (Gigiri) 警察署に収容されていると報じた。しかしながら、容疑者とされた人物はカブガではなく、事件と無関係な地元の大学講師であったことが判明したため、釈放された。

## 逮捕
2020年5月16日、フランス・パリ北方のアニエール＝シュル＝セーヌで偽名を使い潜伏していたところを逮捕された
。